# Coreids
Els coreids o corèids (Coreidae) són una família d'hemípters heteròpters de l'infraordre Pentatomomorpha. Inclou nombroses espècies xucladores de saba. Els membres de la família Coreidae són cosmopolites, però la majoria de les espècies són tropicals o  subtropicals.

## Morfologia
La forma del cos és fora variable; algunes espècies són, en termes generals, ovalades; altres són allargades amb costats paral·lels, i una minoria són esveltes. Tenen antenes compostes per quatre segments, nombroses venes en la membrana de les ales, i glàndules de pudor externament visibles. Varien en mida de 7 a 45 mm de llarg, el que significa que la família inclou algunes de les espècies més grosses del subordre Heteroptera. Algunes espècies tenen notables expansions en forma de fulla a les tíbies de les potes del darrere. Altres espècies estan cobertes amb espines i tubercles.
En les nimfes, les obertures de les dues glàndules de pudor són visibles com dos punts en la línia mitjana de la superfície dorsal de l'abdomen, un en la vora anterior i un altre en el posterior de la cinquena tergita abdominal. Durant el final de l'ècdisi, l'anatomia es reorganitza i les glàndules acaben al metatòrax, obrint-se lateralment a través d'ostíols entre la pleura mesotoràcia i metatoràcica.

## Història natural
Els Coreidae generalment s'alimenten de la saba de les plantes. Algunes fonts afirmen que certes espècies són carnívores, però hi manca l'evidència material per confirmar aquest fet, ja que en el camp alguns espècimens són fàcils de confondre amb alguns Reduviidae, que sí depredadors.

## Taxonomia
La família Coreidae es troba en l'ordre Hemiptera, subordre Heteroptera i està estretament relacionada amb les famílies Alydidae, Hyocephalidae, Rhopalidae i Stenocephalidae. Juntes, aquestes cinc famílies formen la superfamília Coreoidea, amb més de 1.900 espècies repartides en més de 270 gèneres.
La família Coreidae està subdividida en quatre subfamílies:
- Subfamília Coreinae Leach, 1815
- Subfamília Hydarinae Stål, 1873
- Subfamília Meropachyinae Stål, 1867
- Subfamília Pseudophloeinae Stål, 1868

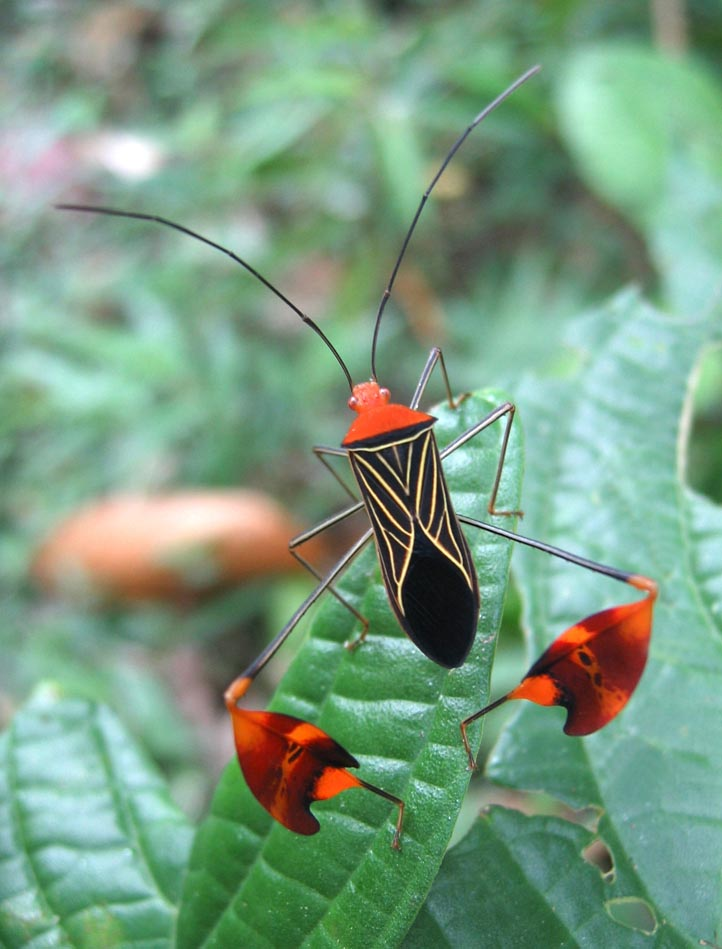
Exemplar tropical de Coreidae (Panamà), amb tíbies posteriors dilatades en forma de fulla, que use tant pel festeig com per l'aposematisme.
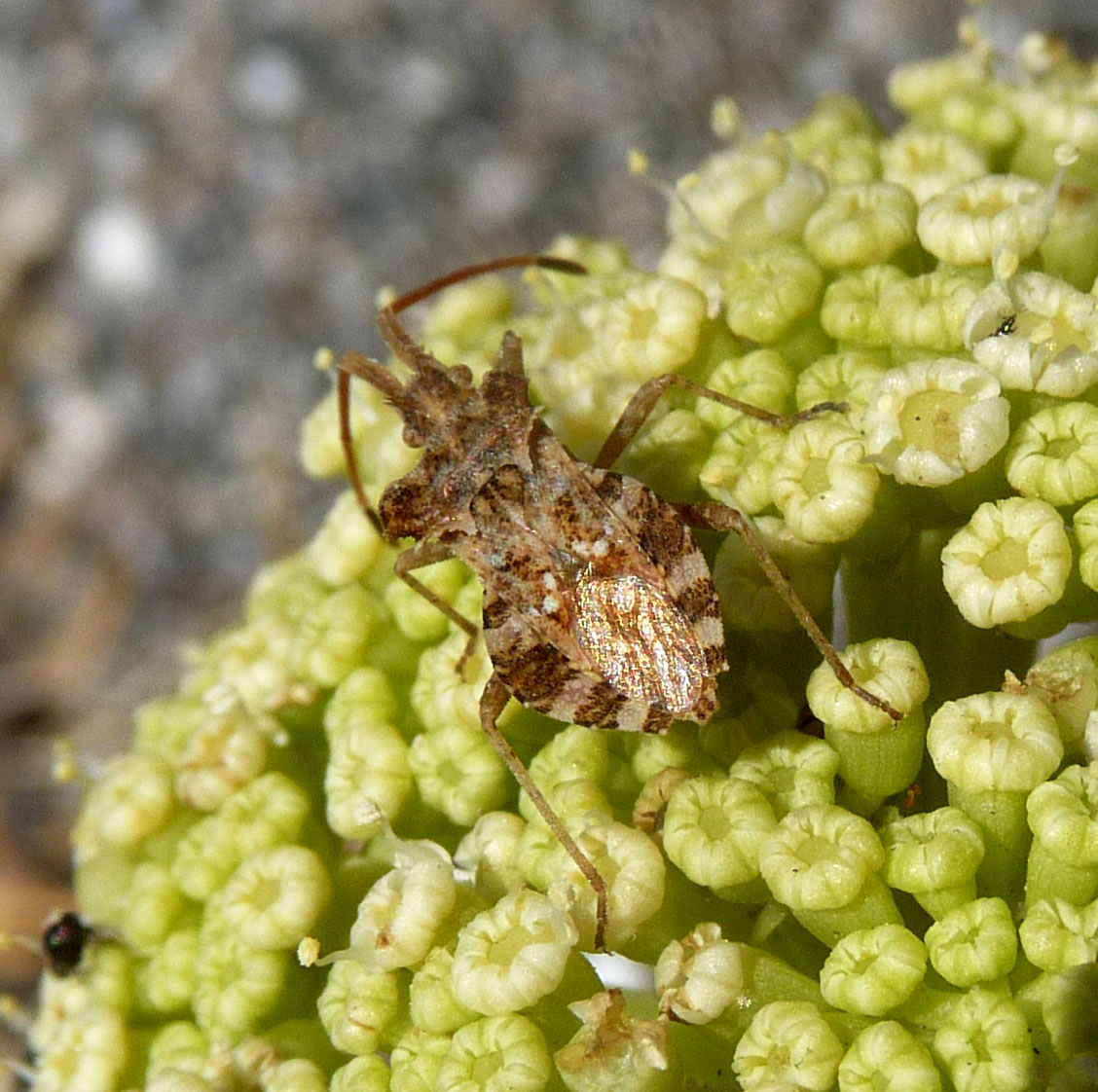
Centrocoris spiniger (Península Ibèrica).
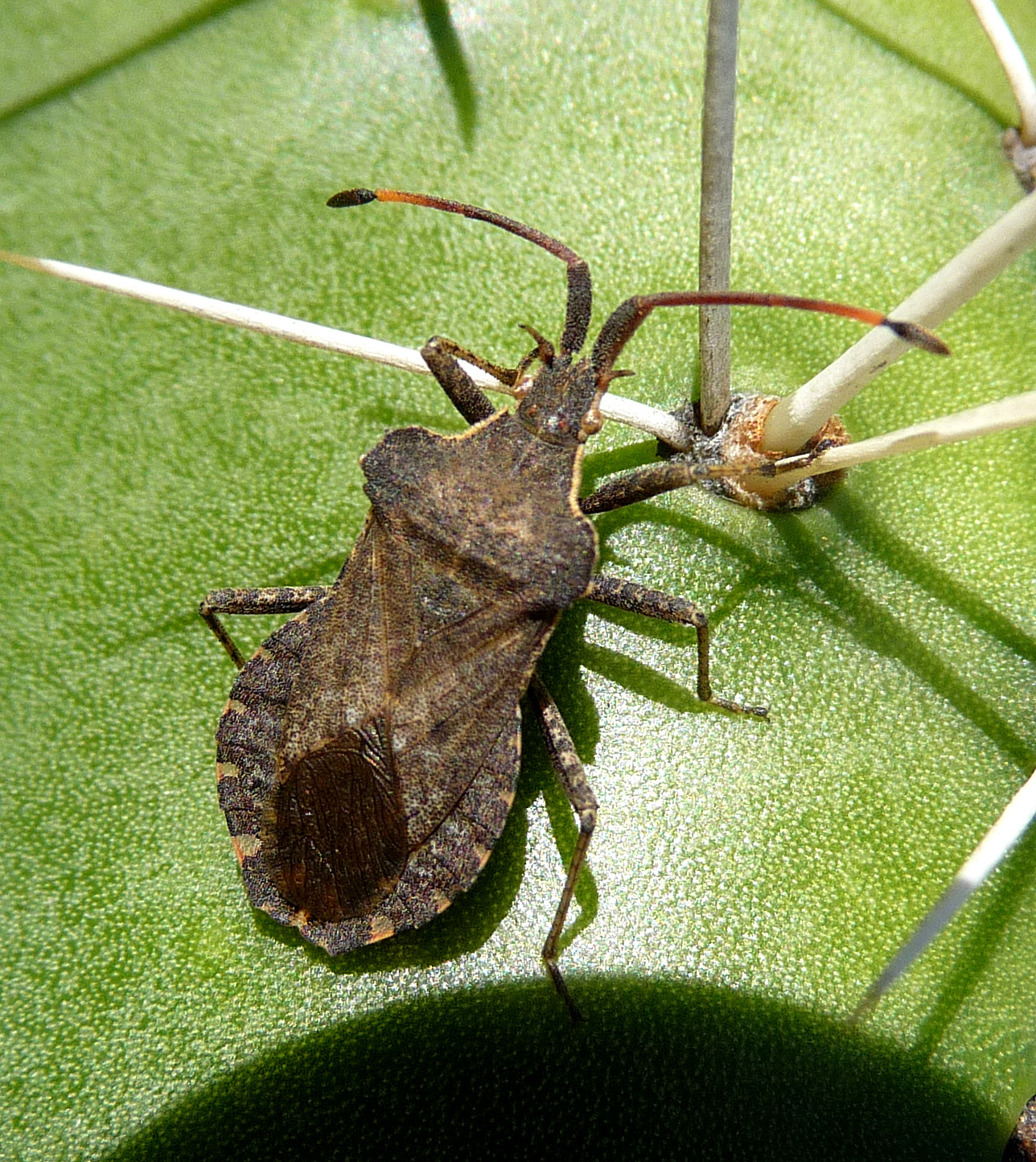
Enoplops scapha (Península Ibèrica).
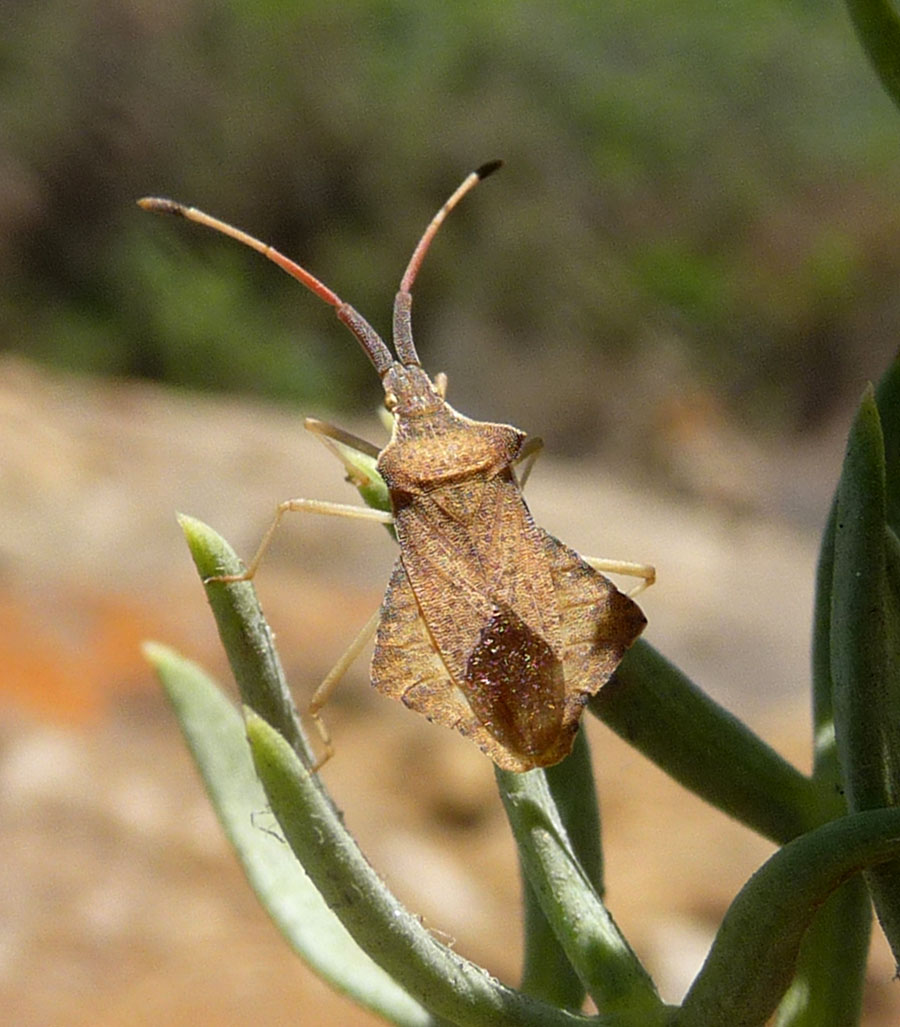
Syromastes rhombeus, (Península Ibèrica), amb expansions laterals a l'abdomen en forma de fulla.
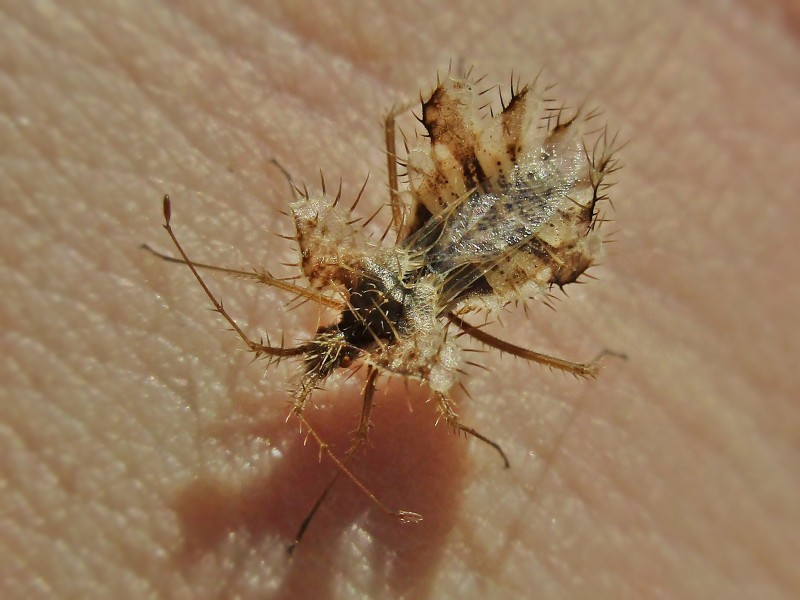
Phyllomorpha laciniata (Península Ibèrica), un coreid amb expansions laterals i punxes.